# Vox Christi
Als Vox Christi (lat. ‚Stimme Christi‘) werden in einer Kirchenkantate, einem Oratorium oder einer Passion Solopassagen bezeichnet, in denen Jesus Christus in der Ich-Form zu Wort kommt. Gemäß bereits mittelalterlicher Tradition werden diese Passagen einem Bass anvertraut. Bei der Wiedergabe in der Messe war dies ursprünglich die Aufgabe des Priesters. Älteste Form ist der rezitativische Vortrag des Bibeltextes im Wortlaut, wobei der Part des Evangelisten (Erzählers) vom Tenor übernommen wird. In der Musikpraxis des Barock, vor allem im Werk Johann Sebastian Bachs, finden sich darüber hinaus Ariosi und Arien, denen als Text ein Christuswort zu Grunde liegt, sowie freie madrigalische Dichtungen, die Christus in den Mund gelegt werden, oft im Rahmen von Dialogen mit der Seele, deren Part vom Sopran gesungen wird. 

## Vox Christiin Bachkantaten
Die Vox Christi kommt in einer Reihe von Bachkantaten vor:
1714
- In Himmelskönig, sei willkommen (25. März 1714), Bachs erster Kantate in Weimar, für Palmsonntag, der in dem Jahr mit der Verkündigung des Herrn, werden Psalmverse behandelt, als spräche Jesus sie. Das einzige Rezitativ der Kantate erweitert sich zum Arioso: „Siehe, ich komme, im Buch ist von mir geschrieben“ Ps 40,7-8 LUT.

- In Erschallet, ihr Lieder, erklinget, ihr Saiten! (20. Mai 1714) für Pfingsten singt der Bass die Jesus-Worte aus dem Evangelium, „Wer mich liebet, der wird mein Wort halten“, Joh 14,23 LUT.

- In Nun komm, der Heiden Heiland, BWV 61 (2. Dezember 1714) singt der Bass die Worte Christi aus Offb 3,20 LUT: „Siehe, ich stehe vor der Tür und klopfe an. So jemand meine Stimme hören wird und die Tür auftun, zu dem werde ich eingehen und das Abendmahl mit ihm halten und er mit mir.“

1715
- In Barmherziges Herze der ewigen Liebe (BWV 185, 14. Juli 1715) fasst der Bass Ermahnungen aus der Bergpredigt zusammen, jedes Mal eingeleitet durch „Das ist der Christen Kunst“.

- In Bereitet die Wege, bereitet die Bahn! BWV 132 (22. Dezember 1715) singt der Bass die Frage „Wer bist du?“, die im Evangelium an Johannes gerichtet ist, so als würde Jesus dem Zuhörer diese Frage stellen.

1723
- In O Ewigkeit, du Donnerwort, BWV 60 (7. November 1723) wird in Satz 4 das Rezitativ der Furcht vom Bass als der Vox Christi beantwortet mit „Selig sind die Toten“.[1]

1724
- In Schau, lieber Gott, wie meine Feind, BWV 153 (2. Januar 1724) singt der Bass das Bibelwort „Fürchte dich nicht, ich bin mit dir“ (Jes 41,10 EU), als ob Jesus es selbst sagte.

- In Mein liebster Jesus ist verloren (9. Januar 1724) singt der Bass in einem Arioso die Antwort des zwölfjährigen Jesus auf die Frage seiner verzweifelten Eltern: „Wisset ihr nicht, daß ich sein muß in dem, das meines Vaters ist?“, (Lk 2,49 EU).

- In Jesus schläft, was soll ich hoffen? (BWV 81, 30. Januar 1724) singt der Bass im zentralen Arioso der Kantate „Ihr Kleingläubigen, warum seid ihr so furchtsam?“ (Mt 8,26 EU)

- Die Kantate Wo gehest du hin? (BWV 166, 7. Mai 1724) wird eröffnet vom Bass mit einem Zitat aus der dritten Abschiedsrede, die auch als eine Frage nach der grundsätzlichen Richtung des Lebensweges zu verstehen ist.

- In Wahrlich, wahrlich, ich sage euch (BWV 86, 14. Mai 1724) singt der Bass im ersten Satz das Versprechen aus einer Abschiedsrede Jesu, (Joh 16,23 EU).

- In Jesu, der du meine Seele, BWV 78 (10. September 1724) wird das Bass-Rezitativ „Die Wunden, Nägel, Kron und Grab“ von Streichern begleitet wie die Vox Christi in Bachs Matthäus-Passion.

- Die Kantate Selig ist der Mann, BWV 57 (26. Dezember 1724) ist ein Dialog zwischen Jesus und der Anima (Seele).

1725
- Im ersten Satz von Sie werden euch in den Bann tun, BWV 183 (13. Mai 1725) wird die Ankündigung aus den Abschiedsreden als kurzes Rezitativ in nur Takten vorgetragen, begleitet von langgehaltenen Akkorden von vier Oboen, zwei Oboi da caccia und zwei Oboi d’amore über einem Orgelpunkt des continuo.
- In der Kantate Ihr werdet weinen und heulen, BWV 103 singt der Bass im 1. Satz drei Mal, plötzlich adagio, „Ihr aber werdet traurig sein“ als Accompagnato-Rezitative.

1726
- Der zentrale Satz der Kantate Brich dem Hungrigen dein Brot, BWV 39 (23. Juni 1726) ist eine Zeile aus Hebr 13,16 LUT: „Wohlzutun und mitzuteilen vergesset nicht“, die Bach Jesus sprechen lässt.

- In Siehe, ich will viel Fischer aussenden (BWV 88, 23. Juni 1726) ist Satz 4, ein Vers aus dem Evangelium, das Zentrum der Komposition. Der Tenor kündigt als Evangelist an: „Jesus sprach zu Simon“. Die wörtliche Rede Jesu, der Petrus als Jünger beruft, wird vom Bass gesungen: „Fürchte dich nicht; denn von nun an wirst du Menschen fangen“.

- Im zentralen Satz von Es ist dir gesagt, Mensch, was gut ist (BWV 45, 11. August 1726), der Teil II beginnt, erscheint die Vox Christi in einer hochvirtuosen Arie, halb Vivaldi-Konzert, halb Opernszene, so John Eliot Gardiner.

- In Es wartet alles auf dich, BWV 187 (4. August 1726) werden im vierten Satz die Bibelworte aus der Bergpredigt dem Bass als der Vox Christi anvertraut, begleitet von den Violinen unisono und dem Continuo, das sich an der Motivik beteiligt.

- In Herr, deine Augen sehen nach dem Glauben, BWV 102 (25. August 1726) ist die Bass-Stimme in Satz 4, von Bach selbst als Arioso bezeichnet, ähnlich behandelt wie die Stimme Jesu in den Passionen.[2]

1731
- In Wachet auf, ruft uns die Stimme, BWV 140 (25. November 1731) tritt Jesus mit der Seele im Duett auf: „Wann kommst du, mein Heil?“.[2]

1732?
In der Choralkantate Es ist das Heil uns kommen her, BWV 9 können drei Bass-Rezitative, Umdichtungen von vielen Strophen des gleichnamigen Chorals, als lutherische Predigt über Themen aus der Bergpredigt aufgefasst werden.

## Sänger
Einige Bässe und Baritone sind besonders für ihre Gestaltung der Jesus-Worte in den Passionen bekannt, darunter:
- Dietrich Fischer-Dieskau
- Franz Kelch
- Peter Kooij
- Hermann Prey
- Peter Lika
- Klaus Mertens
- Max van Egmond